# Josip Reberski
Josip Reberski (Zagreb, 7. veljače 1881. – Buenos Aires, 8. listopada 1965.), bio je hrvatski odvjetnik i političar.

## Životopis
Završio je Klasičnu gimnaziju u Zagrebu 1900. godine. Studirao je pravo u Zagrebu. Politički se aktivirao u mladoj dobi, pa je tako sudjelovao u paljenju mađarske zastave u Zagrebu 1895. godine.
Bio je članom Napredne omladine i Hrvatskog sokola. Bio je predsjednikom zagrebačke HŠK Concordije.
Posao je našao u financijskom ravnateljstvu. Poslove iz tog područje je obnašao u Zagrebu i Segedu.
Godine 1922. je postao predsjednikom zagrebačkog HANAO-a te imenovan predsjednikom organizacije. Dužnost je obnašao do 1923. godine, kad je HRSS odbio HANAO-v prijedlog neka se poduzmu velike terorističke akcije protiv vlasti. Tada je HRSS povukao svoje ljude iz HANAO-vog čelništva (Rudolfa Horvata i Josipa Reberskog).
Dok je trajala Šestosiječanjska diktatura, vlasti su ga internirale na Sandžak.
Pomagao je Hrvate iz krajeva koji su u Austro-Ugarskoj i poslije u Kraljevini SHS/Jugoslaviji ostali izvan Hrvatske: istarske, gradišćanske i bunjevačke Hrvate.
U 3 je mandata (1920., 1935. i 1938. izabran za zastupnik grada Zagreba na HSS-ovoj listi. Ideološki je pripadao središnjoj struji najužeg vodstva u HSS-u. Komunistima je otežavao utjecaj i propagandu po Hrvatskom zagorju i Zagrebu, zbog čega su ga stavili na listu "narodnih neprijatelja".
I za vrijeme NDH je bio u nemilosti vlasti, koje su ga učestalo uhićivale tijekom cijelog rata (1941., 1942. i 1944.), a zadnji put zbog toga što je sudjelovao u pripremama Lorkovićeve i Vokićeve urote, kad je interniran u Lepoglavi.
Zbog toga što ga je novi režim okvalificirao narodnim neprijateljem, a suočen s time kako su se nove vlasti okrutno obračunavale sa svim protivnicima, emigrirao je u Italiju, u Rim. Ondje je bio član vodstva Hrvatskog kluba. Godine 1947. je otišao u Argentinu gdje umire 8. listopada 1965. godine.